# Antonio Pardo Andretta
Antonio José Pardo Andretta (Caracas, 8 de septiembre de 1970) es un esquiador alpino de Venezuela. Fue el único venezolano en competir en los Juegos Olímpicos de Sochi 2014 en Eslalon gigante y el único hasta ahora de competir en esa disciplina. En el 2014 es el quinto venezolano en la historia en competir en unos Juegos Olímpicos de Invierno.

## Trayectoria
Tomó el esquí de forma recreativa en 1988 en St. Moritz, Suiza y comenzó a competir en 2011 en Solden, Austria. Se preparó para calificar para los Juegos Olímpicos de Invierno: «Es un deporte hecho para mí, ser capaz de correr y al mismo tiempo estar en mi entorno habitual alrededor de la naturaleza, y con mi espíritu competitivo natural.»
Su logro deportivo más importante fue la clasificación para los Juegos Olímpicos de Sochi 2014, donde portó la bandera de Venezuela en la ceremonia de inauguración.
Comenzó participando en carreras de esquí oficiales a los 43 años, después de quedarse sin empleo. En Sochi 2014 no pudo clasificar a la siguiente ronda, por un pequeño accidente con sus esquís. Según él y su delegación el problema fue causado por el deterioro de la pista, donde ya habían pasado 108 competidores.

## Trayectoria en Sochi 2014
Pardo compitió en la modalidad eslalon gigante, la cual consiste en descender por pendientes de hasta 300 metros, en esquí alpino. Fue el competidor número 109 y en su participación perdió el balance al inicio de la bajada, sus dos esquíes acabaron cediendo y cayó en la nieve, quedando eliminado de la prueba, reseñaron medios internacionales. Pardo es el quinto venezolano en la historia en intervenir en unos juegos olímpicos de invierno.
Los otros venezolanos que participaron en Juegos de Invierno fueron Iginia Boccalandro, en Nagano, Japón (1998). Repitió en Salt Lake City, Estados Unidos (2002), donde estuvo acompañada por Julio César Camacho, Werner y Chris Hoeger.